# Аркуняно
Аркуня̀но (на италиански: Arcugnano; на венециански: Arcugnàn, Аркунян) е градче и община в Северна Италия, провинция Виченца, регион Венето. Разположено е на 60 m надморска височина. Населението на общината е 7820 души (към 2015 г.).